# Dillon Powers
Dillon Thomas Powers (Plano, 14 februari 1991) is een Amerikaans voetballer die bij voorkeur als middenvelder speelt. Hij tekende in januari 2013 bij Colorado Rapids. 

## Clubcarrière
Powers werd in de eerste ronde van de MLS SuperDraft 2013 als elfde gekozen door Colorado Rapids. Hij maakte zijn debuut voor de Rapids op 2 maart 2013 tegen FC Dallas. Op 30 maart 2013 scoorde hij zijn eerste doelpunt voor Colorado tegen de Portland Timbers, een wedstrijd die uiteindelijk in een 2-2 gelijkspel zou eindigen. Powers is al vanaf het begin van het seizoen in 2013, ondanks dat het pas zijn eerste jaar is, niet meer weg te denken uit de opstelling van Colorado. Naar eigen zeggen is de Spaanse voetballer Xavi zijn voorbeeld. Powers staat bekend om zijn spelverdeling en het vermogen om regelmatig een doelpunt te scoren.